# Van der Feltzpark 2
Het pand Van der Feltzpark 2 is een monumentaal herenhuis in de Nederlandse stad Assen.

## Beschrijving
Het eclectische pand werd omstreeks 1875 gebouwd naast 't Groote Holt, in het Van der Feltzpark, tussen de Beilerstraat en de Dr. Nassaulaan.  
Het gepleisterde pand is opgetrokken op een rechthoekige plattegrond. De voorgevel heeft een symmetrische indeling van vijf traveeën breed en op de hoeken lisenen. De vensters hebben een profiellijst met kuif. De entreepartij bevindt zich in de centrale, risalerende travee, met hardstenen stoep en vleugeldeuren. Boven de deuren is een balkon met gietijzeren balustrade geplaatst. Het afgeknot schilddak is gedekt met Friese pannen.
Het huis valt binnen het beschermd stadsgezicht van Assen.

## Waardering
Het pand werd in 1994 opgenomen in het monumentenregister, het is "van architectuurhistorische waarde als een gaaf voorbeeld van eclectische woonhuisarchitectuur. Het is een beeldbepalend pand in een deel van de stad, waarin veel waardevolle laat negentiende- en vroeg twintigste-eeuwse representatieve woonhuizen voor de gegoede burgerij zijn geconcentreerd. Als onderdeel van deze bebouwing heeft het derhalve grote ensemblewaarde."